# Muldestausee
Muldestausee är en kommun i Landkreis Anhalt-Bitterfeld i förbundslandet Sachsen-Anhalt i Tyskland.
Kommunen bildades den 1 januari 2010 genom en sammanslagning av de tidigare kommunerna Burgkemnitz, Friedersdorf, Gossa, Gröbern, Krina, Mühlbeck, Muldenstein, Plodda, Pouch, Rösa, Schlaitz och Schwemsal.